# Польвериджі
Польвериджі (італ. Polverigi) — муніципалітет в Італії, у регіоні Марке,  провінція Анкона.
Польвериджі розташоване на відстані близько 200 км на північ від Рима, 15 км на південний захід від Анкони.
Населення — 4524 особи (2014).
Щорічний фестиваль відбувається 2 вересня. Покровитель — Sant'Antonino di Apamea.

## Демографія
Населення за роками:

Станом на 1 січня 2023 року в муніципалітеті офіційно проживало 136 іноземців з 32 країн, серед них 45 громадян країн Євросоюзу та 11 громадян України.

## Сусідні муніципалітети
- Агульяно
- Анкона
- Єзі
- Оффанья
- Озімо
- Санта-Марія-Нуова